# 阿都卡林·坎德克尔
阿都卡林·坎德克尔（1930年—）是一名巴基斯坦和孟加拉国的空军军官、游击队员、政治家、外交官，曾在两国空军中服役。他曾在孟加拉国解放战争期间担任穆克提·巴希尼（孟加拉语意为“自由战士”）游击队副总参谋长，也是1972年孟加拉国独立后首任孟加拉国空军参谋长。

## 早年
1930年，坎德克尔出生在一个英属印度帕布纳的一个受人尊敬的穆斯林家庭，他是坎德克尔·阿都·拉提夫和阿雷法·哈顿的儿子。他于1947年完成预科学业，1949年完成本科学业。他于1952年9月从巴基斯坦空军学院毕业，1965年从巴基斯坦空军参谋学院毕业。

## 军事生涯
坎德克尔于1951年作为飞行员开始了他的军旅生涯。他在战斗机中队服役至1955年，成为飞行教官。他在1957年之前一直在巴基斯坦空军学院担任飞行教官。后来，他成为喷气式战斗机中队的飞行指挥官，在那里他一直服役到1960年。
坎德克在1961年之前一直担任巴基斯坦空军学院的中队长。之后，他成为喷气式战斗机中队的中队长，并在那里服役至1965年。1966年，他在空军军官学校担任训练部指挥官。他于1965年被任命为巴基斯坦空军参谋学院的一名飞行教官。
阿都卡林·坎德克尔在1966至1969年间担任巴基斯坦空军规划委员会主席。后来，他于1969年被派驻达卡，担任东巴空军司令部二把手。1971年孟加拉国解放战争开始时，坎德克尔被派驻在达卡的巴基斯坦空军基地担任二把手。 但1971年5月，他与该基地空军司令M·K·巴沙尔带领几名飞行员一起叛逃，并抵达印度。当时的孟加拉国穆吉布政府任命他为孟加拉国武装部队副总参谋长，并负责行动和训练穆克缇·巴希尼游击队。他与位于加尔各答威廉堡的印度东部司令部高级官员就游击队的训练战略以及总体行动进行了密切互动。战争期间，他在迪马普尔建立了孟加拉国空军的雏形。游击队空军以其有限的人力和资源，当时仅有9名军官、57名飞行员和3架飞机，对巴基斯坦军队进行了大量行动。他代表孟加拉国参加了1971年12月16日在达卡举行的东巴基斯坦总督尼亚兹向印度军队指挥官辛格投降仪式。1972年，他因在解放战争中的光辉作用而获得比尔·乌特姆（“伟大的英雄”）勋章。
独立后，谢赫·穆吉布·拉赫曼总统任命坎德克尔为孟加拉国空军参谋长。在接下来的两年里，孟加拉国空军组建了一支战斗机中队、一支直升机中队和两支雷达部队。他在1972-1975年间担任孟加拉国空军参谋长。除了在孟加拉国空军服役外，他还在1972-1973年间担任孟加拉国国家航空公司的首任总裁。

## 政治生涯
1975年退役后，坎德克尔被任命为孟加拉国驻澳大利亚高级专员，任期直到1982年。后来他成为孟加拉国驻印度的高级专员。
1986年，他被任命为总统顾问，此后，他一直担任国家计划部部长，直至1990年。 他于1998年和2009年在帕布纳-2选区当选为议员。
在2001-2006年上届政府任期内，坎德克被认为是建立“区指挥官论坛”的主要设计师。他对亲贾马特伊斯兰党和后续的孟加拉国伊斯兰党的战争罪犯发动了强有力的镇压运动。
2009年，他被任命为孟加拉国内阁规划部部长。
2011年，他被授予独立奖。

## 著作
2014年，坎德克尔出版了他的回忆录《1971年：内外兼备》(1971：Inside and Outside)，受到了历史学家西拉杰·伊斯拉姆的赞扬，他说，这本书平衡地呈现了历史，勾勒出了战争的轮廓，以及围绕战争的不同既得利益集团的利益。" 他批评人民联盟领导层在解放战争中扮演的角色，称政治领导层未能发挥应有的作用。

## 人物事件
然而，这招致了执政的人民联盟政府的愤怒，因为他在书中写道，谢赫·穆吉布·拉赫曼在3月7日的演讲中以“欢乐巴基斯坦”结束了他的演讲，这是对孟加拉国解放战争历史的“歪曲历史事实”。他进一步补充说，谢赫·穆吉布从3月7日直到被捕才宣布独立，没有留下任何书面笔记或录音留言，也没有经过任何预先确定的方向。 他写道
：
“在这种情况下，班加班德胡（穆吉布的尊称）宣布在3月7日发表演讲，全国人民都在等待他的讲话。叶海亚·汗意识到，如果班加班德胡在3月7日宣布独立，该运动将无法以任何方式得到控制。因此，他告诉班加班德胡说：“不要做任何让局势失控的事情。我来达卡是要讨论这件事的。” 3月7日宣讲当天，营区内情况相当正常，大家都在忙于工作。班加班德胡当天的讲话非常拐弯抹角。在营地里，孟加拉人开始怀疑战争是否真的开始了，我们是要开战，还是要去村子里。我听过他的讲话。我喜欢的句子有：“建造一座堡垒”，“做好一切准备”，“我们必须面对敌人”，“这一次的斗争是我们理性的斗争，这一次的斗争是为自由而战。”当时孟加拉全国人民都在期待他会有这样的事情。这些话很强烈，但人民联盟领导人没有任何计划使之成为现实。班加班德胡的讲话意义重大，但我认为他必须弄清楚如何实现独立。如果没有他的讲话，人民需要准备战斗。演讲没有给出任何最终的方向。演讲结束后，人们开始思考--接下来会发生什么？谈论发动战争是绝对愚蠢的，因为人民联盟还没有做好准备。也许这就是为什么班班杜在3月7日没有直接宣布独立的原因。此外，叶海亚·汗本人也要求班加班德胡不要发表这样的声明。班加班德胡可能已经从叶海亚在达卡的存在中看到了政治解决的可能性。我不这样认为。本次演讲的最后一句话是“欢乐巴基斯坦”。他号召开战，说：“欢乐巴基斯坦！”对谦逊的呼吁并不是高度可疑和无可争辩的。如果人民联盟领导人有一个战争计划，人民和政府、地方武装就可以在3月初的很短时间内得到适当的组织。如果这样做了，我认为战争可能会在很短的时间内结束，我们的胜利就会得到保证。但遗憾的是，这并没有完成……解放战争期间，我曾住在解放战争接近尾声时，塔久丁·艾哈迈德总理住在戏院路的房子旁边。有一天，我问他：“先生，在班加班德胡被捕之前，你从他那里得到什么指示了吗？”他回答说：“没有，我没有收到任何指示。”当晚，班加班德胡让大家躲起来，但他没有告诉任何人他要去哪里。他没有告诉任何人，如果他被捕，党的领导层会是什么样子。除了塔久丁·艾哈迈德和谢赫·穆吉布25日晚的会晤外，他和联队司令S·R·米尔扎和我就战争这一话题进行的讨论中说：他没有与任何执政党的人讨论这一决定。他没有说如果他不在那里，谁或什么人会领导，以及出于什么目的。我们必须有一个单独的委员会来领导吗？他们的战略是什么？他们会有一个计划吗？没有人知道党的元老的作用，没有人知道青年的作用，也没有人知道党的作用。在解放战争期间，我还询问了塔久丁·艾哈迈德关于3月25日晚上的事件。塔久丁承认宣言草案是他自己的，并建议班加班德胡宣读宣言草案。文字很可能是这样的：“巴基斯坦军队突然袭击了我们。他们已经开始在各地进行镇压。在这种情况下，每个人都必须投身到我们国家的自由斗争中，我宣布孟加拉国独立。塔久丁先生还说，在把宣言草案交给谢赫·穆吉布·拉赫曼之后，他没有读，也没有回答。塔久丁·艾哈迈德对班加德胡说：“穆吉布兄弟，你必须告诉我这一点。因为如果我们所有人都被捕了，明天会发生什么？那就没人知道我们要做什么了。如果这一公告被保存在一个秘密的地方之后，“我们可以广播这一公告。如果通过无线电能做些什么，它就会被做。”班加班德胡接着回答说：“这将是对我不利的文件。因此，巴基斯坦人将能够以叛国罪审判我。”塔久丁·艾哈迈德对此非常生气，晚上9点过后离开了丹蒙迪32号。后来， 关于这一点，人民联盟的宣传秘书阿都·穆敏说，3月25日晚，他也出现在班加班德胡的家中。阿都·穆敏说，当他进入班加班德胡的家时，他看到塔久丁·艾哈迈德腋下抱着文件，表情非常愤怒。阿都·穆敏握着塔久丁的手问道：你为什么生气？然后塔久丁·艾哈迈德向他讲述了之前的事件，并说：班加班德胡不愿冒任何风险。但陆续有袭击向我们袭来。”
坎德克尔还补充说，不是齐亚·拉赫曼，而是东孟加拉邦电台的一名技术人员首先在电台宣布了这一声明。然后，人民联盟政治家M·A·汉南第二次表示了这一消息。 第三，3月27日，吉大港东孟加拉团的现任指挥官齐亚·拉赫曼少校再次代表卡鲁哈特电台的谢赫·穆吉布·拉赫曼宣布孟加拉国独立。
随之而来的是议会的骚动，人民联盟的立法者要求必须禁止这本书，并没收它的副本。他们还要求对这位作家提起煽动叛乱的诉讼，他也是解放战争的一名区指挥官。人民联盟议员谢赫·法兹鲁·卡林·塞林说，这本书“歪曲了历史事实，提供了关于班加班德胡的误导性信息，违反了国家宪法。”他补充说：“我怀疑他写这本书是通过从任何机构收取巨额资金。” 议员莫哈末·纳欣说：“谢赫·穆吉布·拉赫曼授予坎德克尔乌特姆勋章，但他对坎达克·莫斯塔克·艾哈迈德的支持是对国父的侮辱。谢赫·哈西娜总理任命他为部长，但现在他写了一本反对国父的书。”
作为回应，坎德克尔辞去了规划部部长的职务。随后，他在加齐普尔区被宣布为不受欢迎的人，亲政府的律师要求撤销他的所有头衔。由于引起轩然大波，他撤回了书中的这一部分和其他一些相关部分并就2019年8月11日提供关于谢赫·穆吉布的错误信息向全国正式道歉。